# Welcherath
Welcherath ist eine Ortsgemeinde im Landkreis Vulkaneifel in Rheinland-Pfalz. Sie gehört der Verbandsgemeinde Kelberg an.

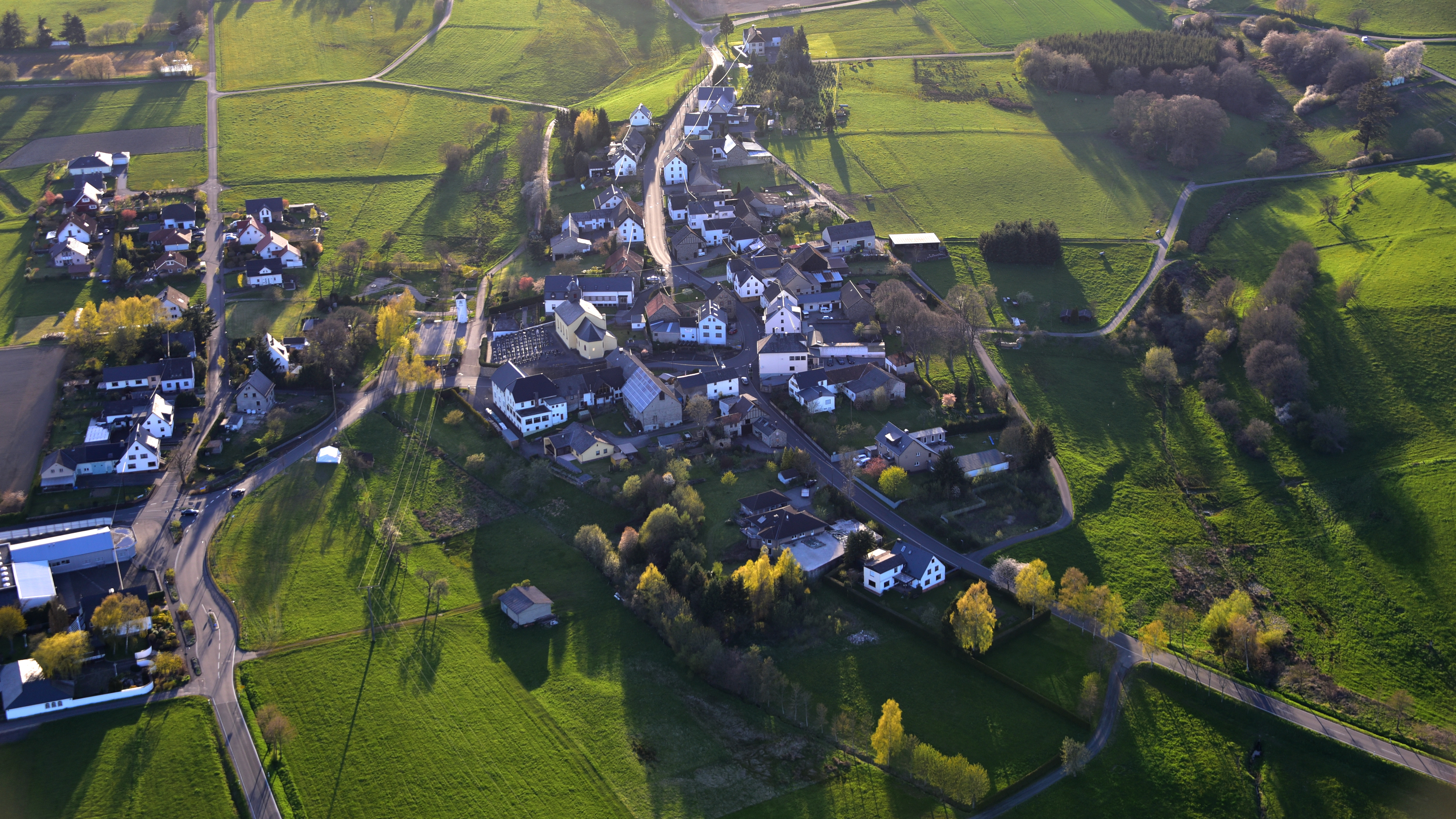
Welcherath, Luftaufnahme (2016)

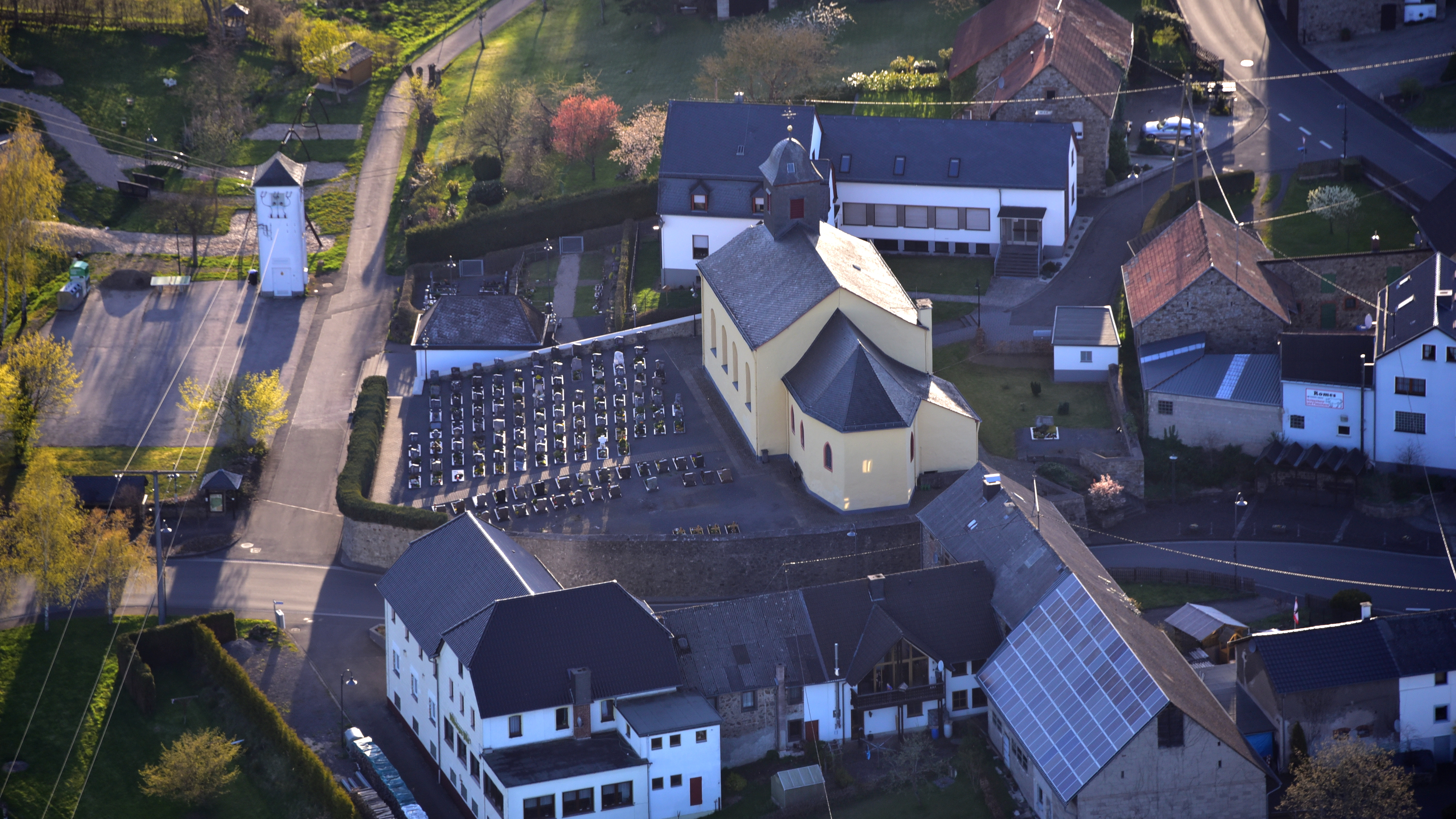
Welcherath, Kirche, Luftaufnahme (2016)

## Geographie
Der Ort liegt im Nordwesten des Naturparks Vulkaneifel sowie teilweise im Landschaftsschutzgebiet „Kelberg“. Im Nordwesten der Gemarkung liegt der Bränkekopf (622,5 m ü. NHN).

## Geschichte
Welcherath wurde erstmals unter dem Namen „Uuerikenroth“ in einer möglicherweise gefälschten Urkunde des Trierer Erzbischofs Ruotbert aus dem Jahre 943 erwähnt. Auf Bitten eines gewissen Ratherus konsekrierte der Erzbischof die Kirche zu Welcherath und unterstellte sie als Filiale der Kirche zu Nachtsheim. Die Kirche zu Welcherath ist vor 1660 eine selbständige Pfarrkirche geworden.
In einer Aufstellung der Besitztümer der Abtei Laach aus dem Jahre 1139 werden in Welcherath (Werchenrede) zwei Höfe genannt.
Bei einer Visitation im Jahre 1785 wird bereits eine Schule erwähnt.
Bis zum Ende des 18. Jahrhunderts gehörte Welcherath landesherrlich zum Erzstift Köln (Amt Nürburg), kirchlich gehörte der Ort dagegen zum Erzbistum Trier.
In der sogenannten Franzosenzeit gehörte Welcherath 1798 bis 1814 zum Kanton Adenau im Rhein-Mosel-Département. Nach dem Wiener Kongress wurde die Region 1815 dem Königreich Preußen zugeordnet. Unter der preußischen Verwaltung wurde Welcherath der Bürgermeisterei Kelberg im 1816 neu gebildeten Kreis Adenau im Regierungsbezirk Koblenz zugeordnet, der von 1822 an zur Rheinprovinz gehörte.
Verwaltungsmäßig blieb Welcherath immer bei Kelberg. Die Bürgermeisterei Kelberg wurde 1927, so wie alle Bürgermeistereien in der Rheinprovinz in „Amt Kelberg“ umbenannt, nach der Auflösung des Kreises Adenau im Jahre 1932 kam Welcherath zusammen mit dem Amt Kelberg zum Landkreis Mayen, bei dem es bis 1970 blieb.
Im Zuge der kommunalen Neuordnung von Rheinland-Pfalz und der Neubildung der Verbandsgemeinde Kelberg, kam die Gemeinde Welcherath am 7. November 1970 vom gleichzeitig aufgelösten Landkreis Mayen zum Landkreis Daun (heute Landkreis Vulkaneifel).
Bevölkerungsentwicklung
Die Entwicklung der Einwohnerzahl von Welcherath, die Werte von 1871 bis 1987 beruhen auf Volkszählungen:
| Jahr | Einwohner |
| 1815 | 159       |
| 1835 | 140       |
| 1871 | 87        |
| 1905 | 91        |
| 1939 | 130       |

| Jahr | Einwohner |
| 1950 | 146       |
| 1961 | 141       |
| 1970 | 146       |
| 1987 | 128       |
| 2005 | 133       |

## Siehe auch

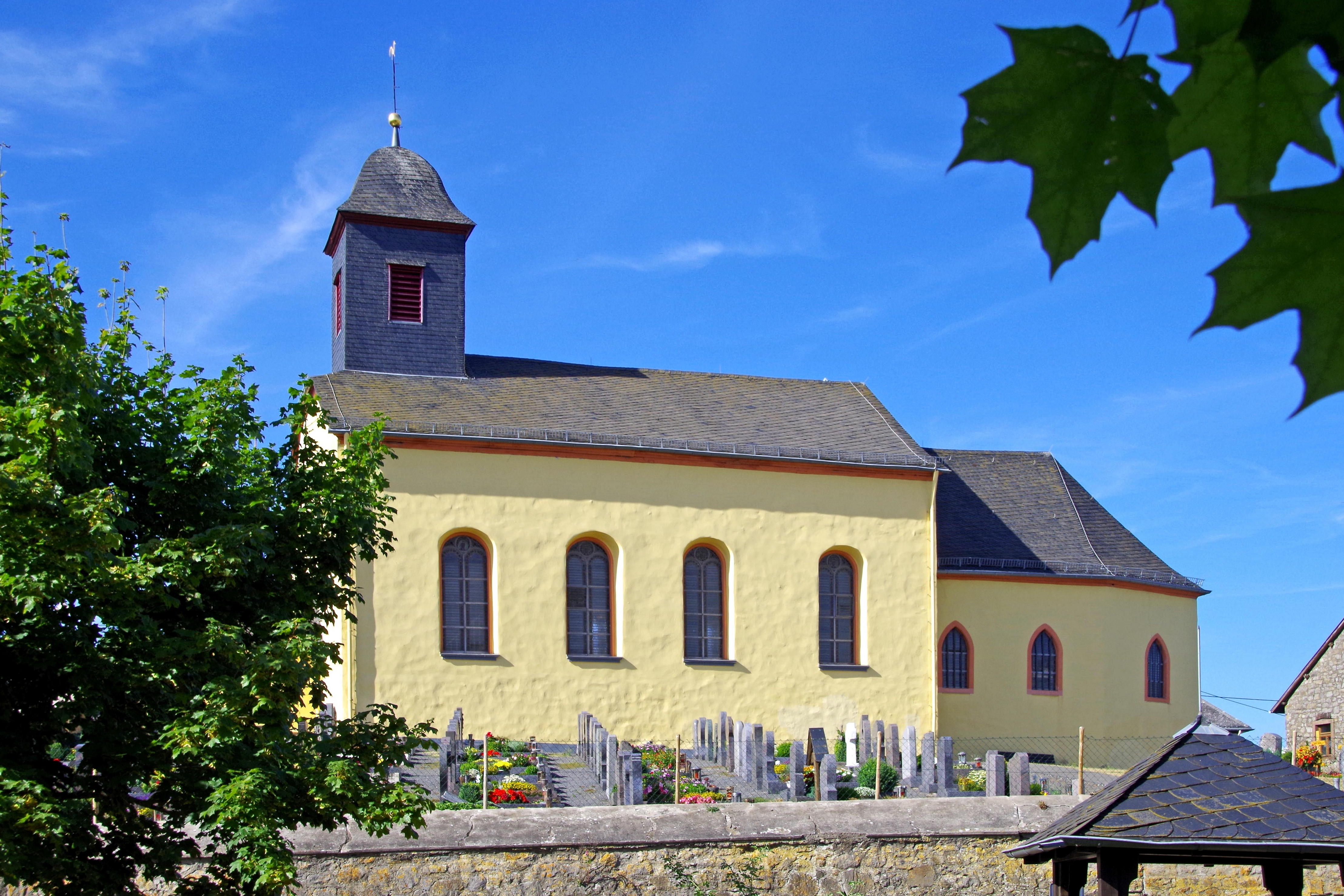
St. Chrysantius und Daria
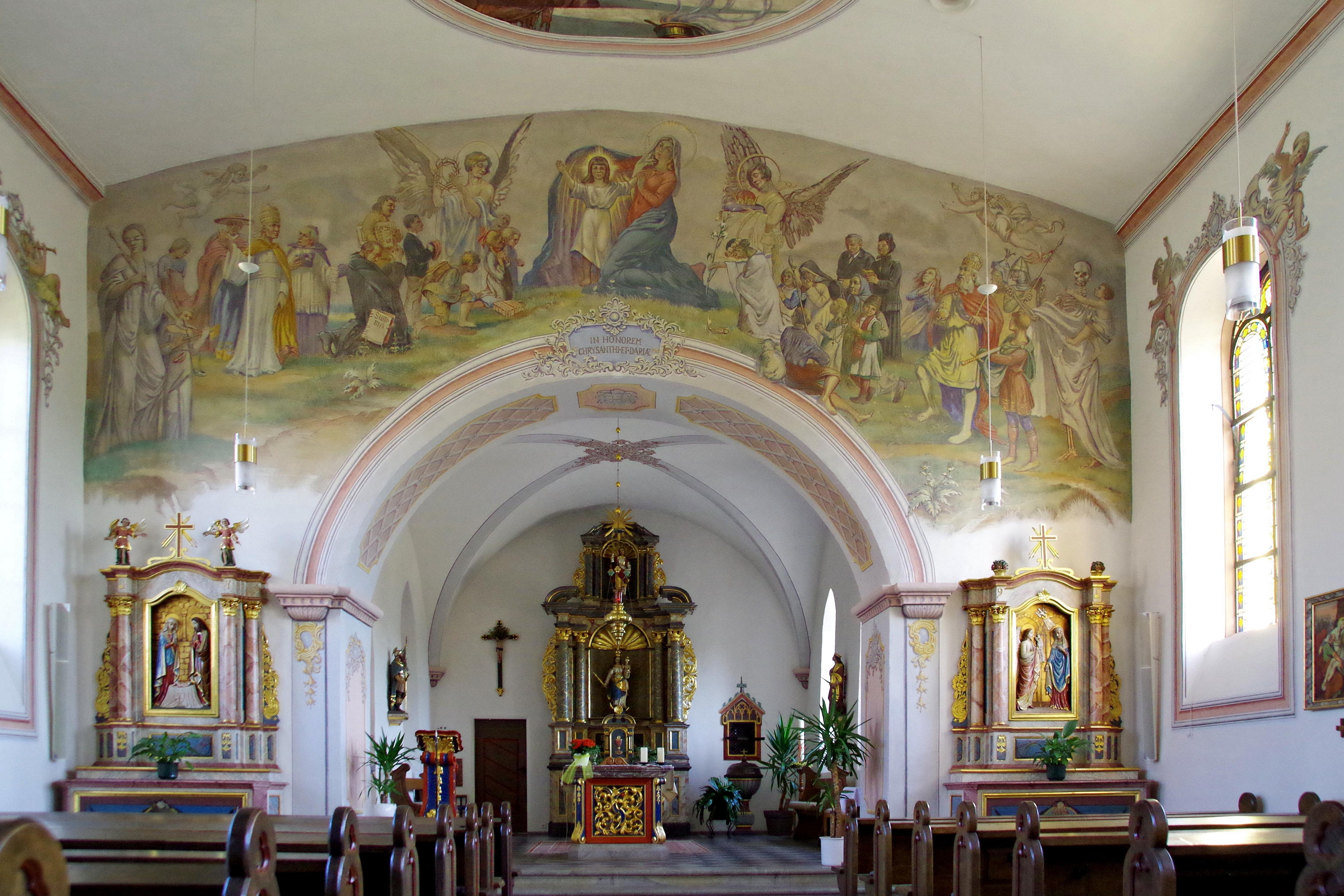
Innenraum
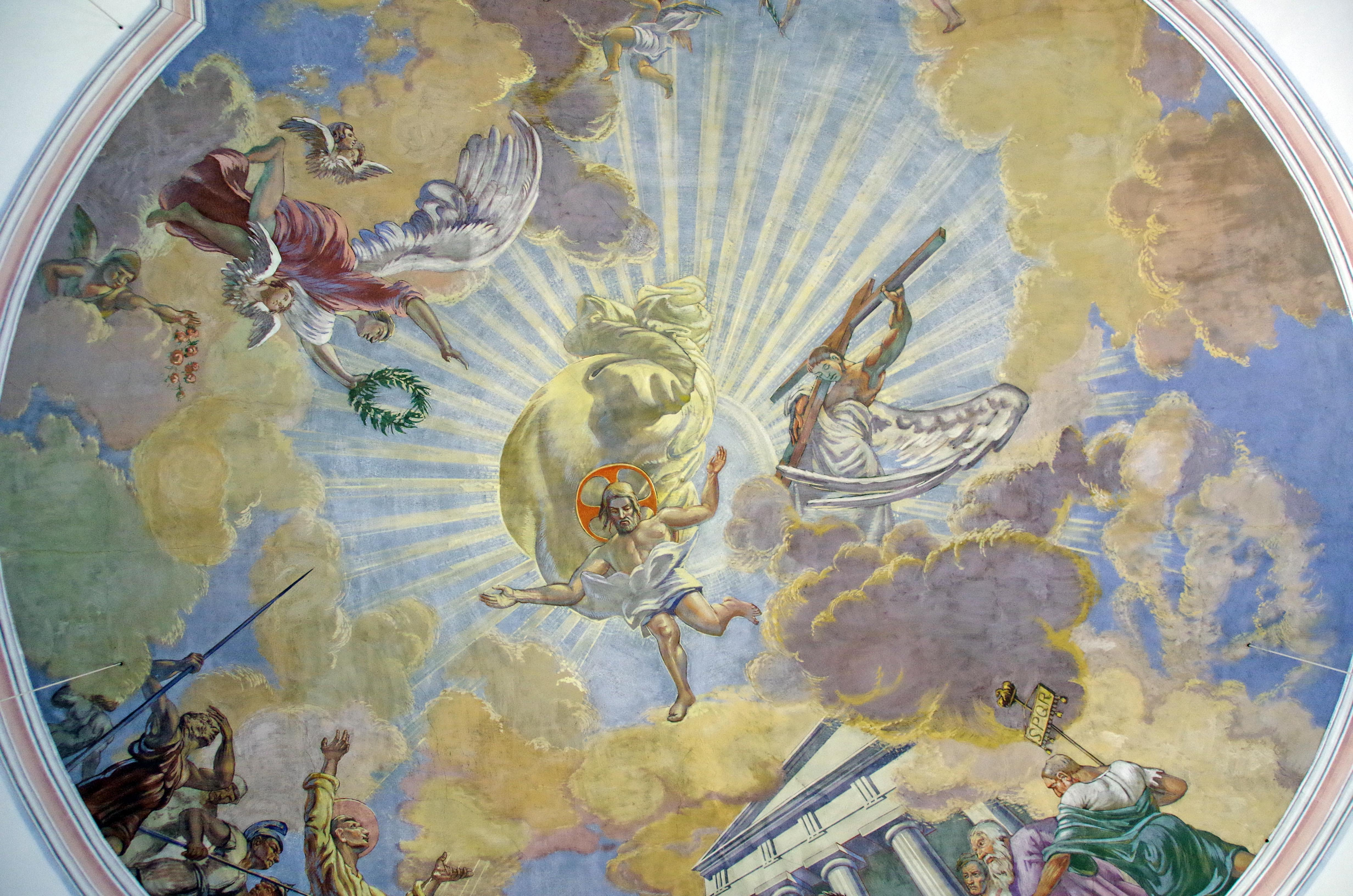
Deckengemälde
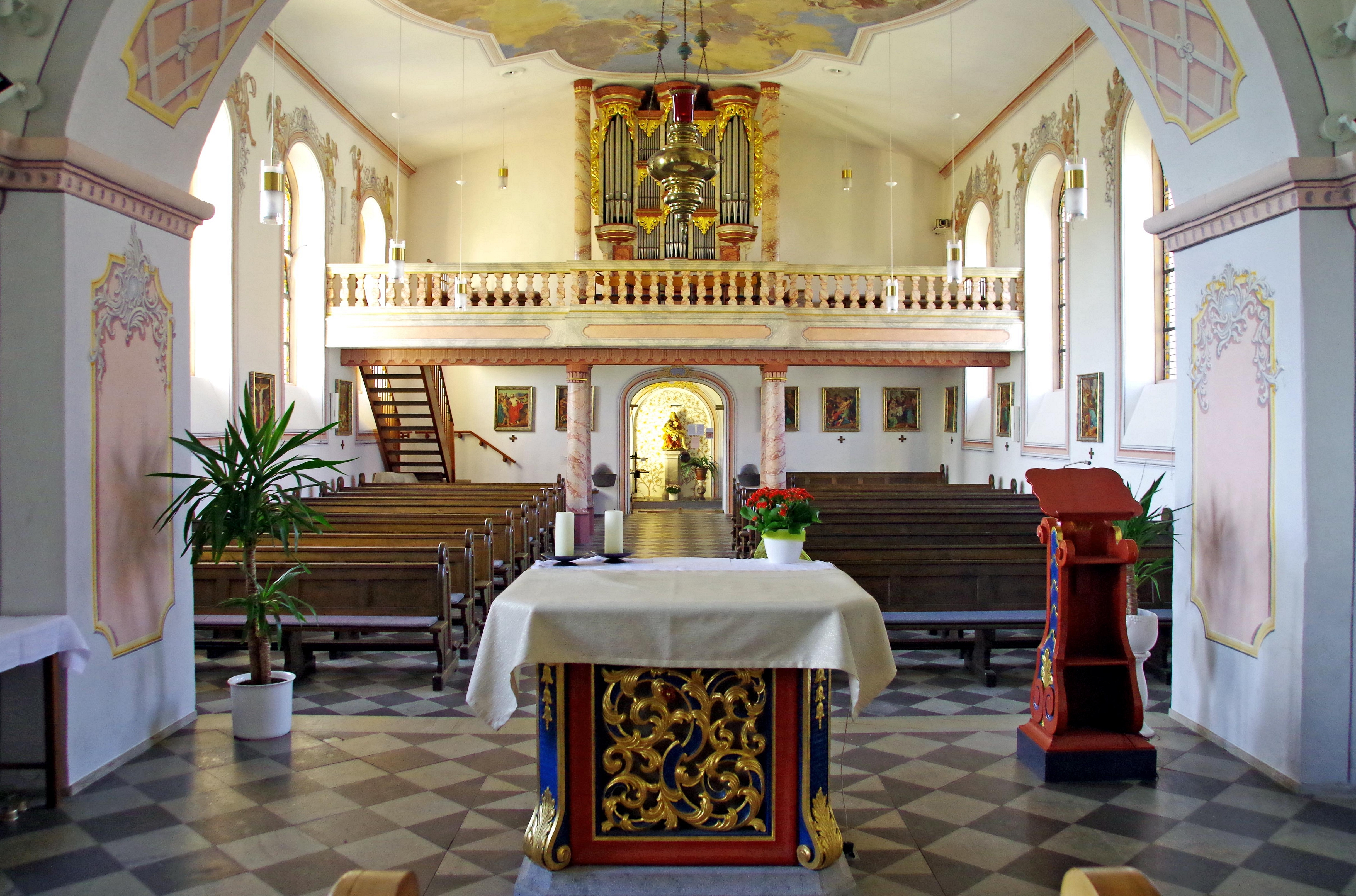
Kirchenraum westwätrs
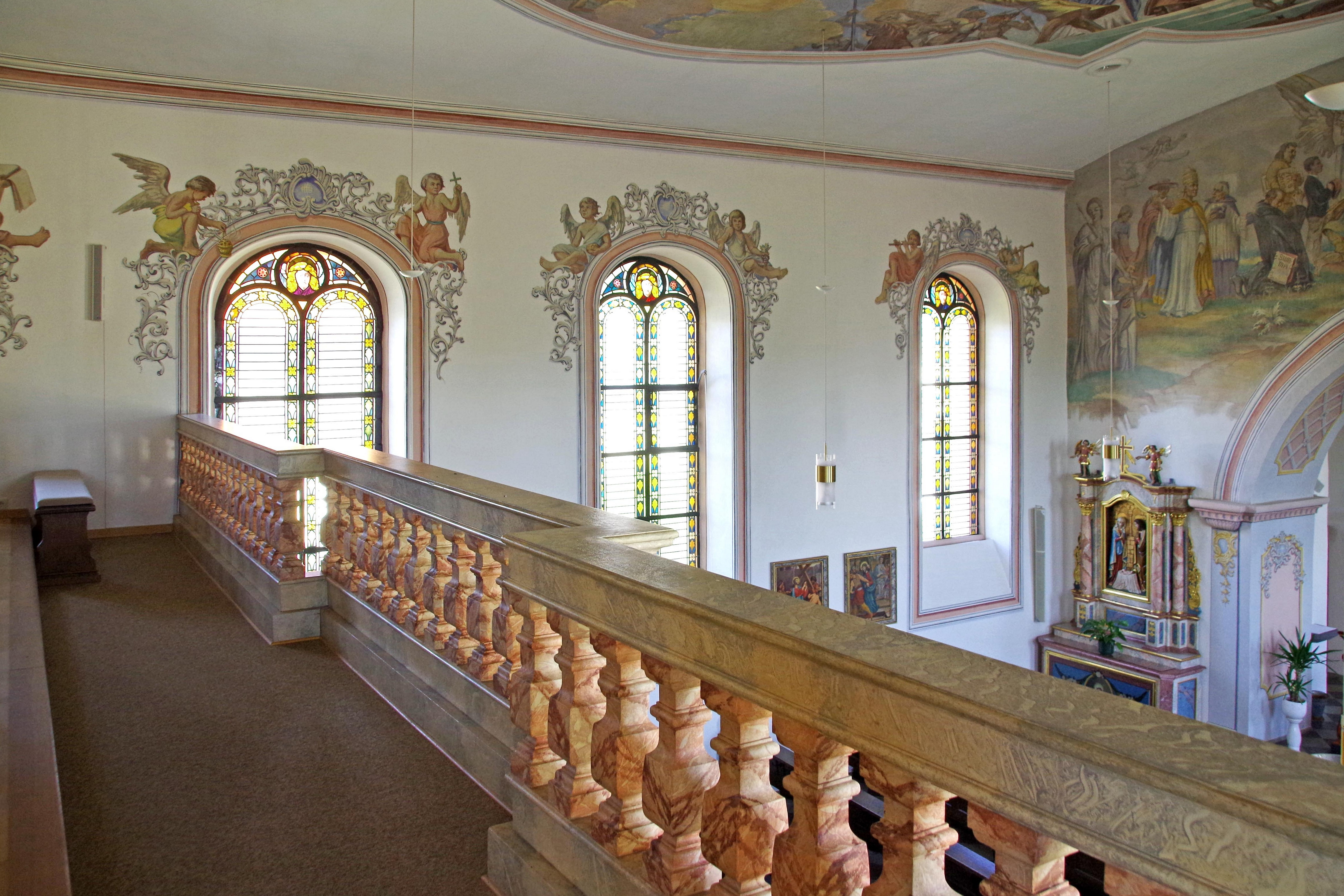
Orgel-Empore
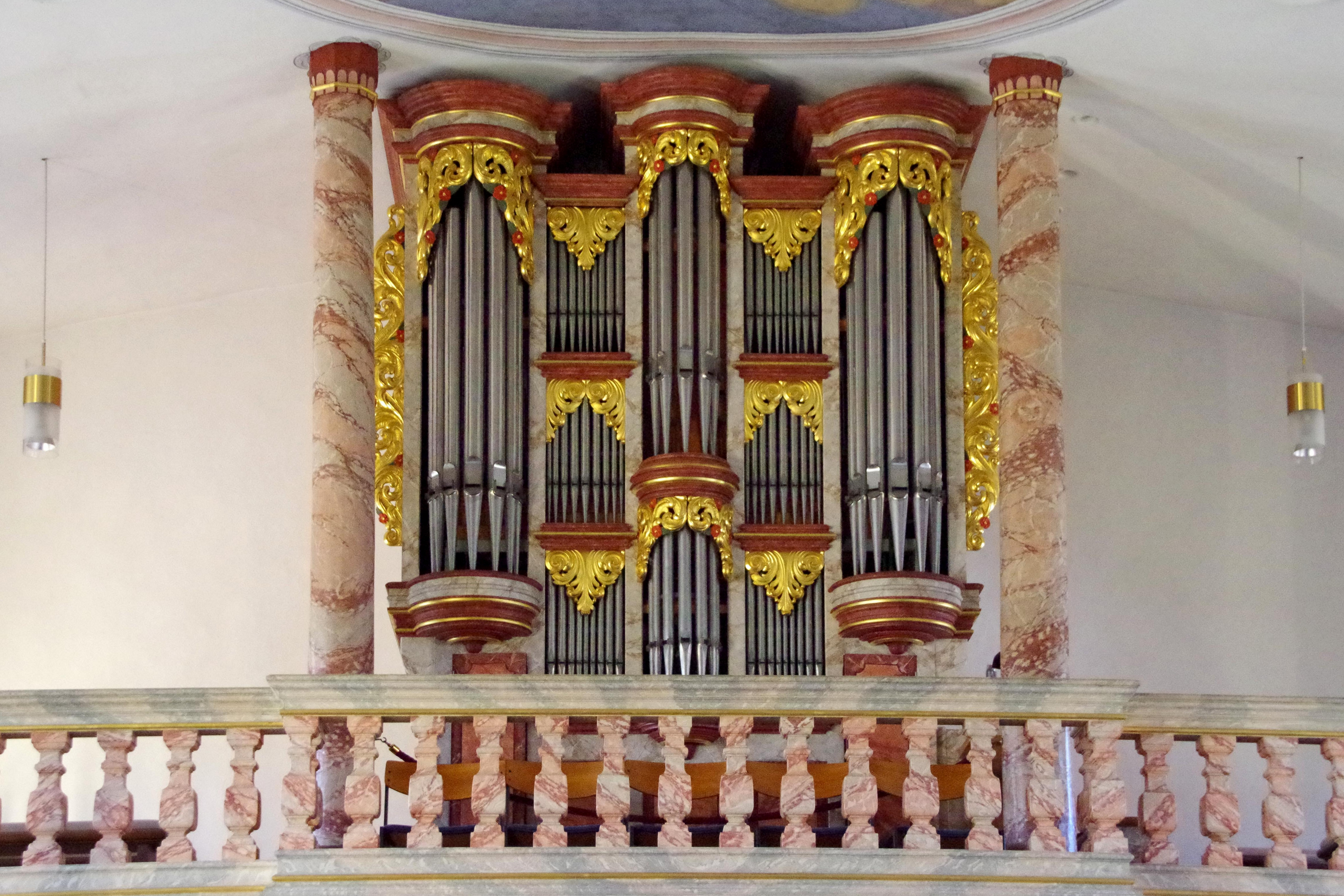
Mayer-Orgel (1981)

## Politik

### Gemeinderat
Der Gemeinderat in Welcherath besteht aus sechs Ratsmitgliedern, die bei der Kommunalwahl am 9. Juni 2024 in einer Mehrheitswahl gewählt wurden, und dem ehrenamtlichen Ortsbürgermeister als Vorsitzendem.

### Bürgermeister
Bernd Wirfs wurde am 4. Juli 2024 Ortsbürgermeister von Welcherath. Da für die Direktwahl am 9. Juni 2024 kein Wahlvorschlag eingereicht wurde, erfolgte die Neuwahl gemäß rheinland-pfälzischer Gemeindeordnung durch den Rat, der sich auf seiner konstituierenden Sitzung für Bernd Wirfs entschied.
Der Vorgänger von Bernd Wirfs, Winfried Rech, hatte zur Wahl 2024 nicht erneut kandidiert. Zuletzt war er bei der konstituierenden Sitzung des vorangegangenen Gemeinderats am 1. Juli 2019 für fünf Jahre in seinem Amt bestätigt worden.

### Wappen
| Wappen von Welcherath | Blasonierung: „In Silber zwei sich bei der Hand fassende Personen (männlich und weiblich) in roten Gewändern mit goldenem Besatz und goldenem Nimbus.“                                                                             |
| Wappen von Welcherath | Wappenbegründung: Das Wappen geht auf ein Gerichtssiegel aus dem Jahre 1691 zurück und stellt das heilige Märtyrer-Ehepaar Chrysanthus und Daria dar; sie sind die Orts- und Kirchpatrone von Welcherath. Es wurde 1951 genehmigt. |